# Drasticky děsivý Dexter
Drasticky děsivý Dexter je kniha, kterou napsal Jeff Lindsay v roce 2004. Posloužila jako předloha pro televizní seriál Dexter z produkce studia Showtime. V roce 2005 získala ocenění Dilys Award.

## Děj knihy
Hlavní postava knihy, Dexter Morgan, pracuje pro policejní oddělení města Miami (fiktivní verze policejního oddělení Miami-Dade), jako forenzní specialista pro analýzu krevních skvrn. Ve svém volném čase je však Dexter sériovým vrahem s jednou zvláštností: zabíjí pouze vrahy, již podle něj unikli potrestání ze strany justice.
Dexterovy vraždy jsou řízeny vnitřním hlasem, jejž nazývá "Temným pasažérem", a který ho nutí pokračovat v zabíjení. Po každé vraždě je tento hlas na chvíli umlčen, ale vždy se znovu objeví.
Vzpomínky na minulost odhalují, že jeho nevlastní otec, policejní detektiv jménem Harry Morgan, rozpoznal jeho sklony k zabíjení již v počátcích a naučil jej jak zabíjet lidi, již se dopustili vraždy a unikli spravedlnosti, tak aby jeho potřebu zabíjet nasměroval "pozitivním" směrem. Harry mladého Dextera naučil také tomu, aby byl opatrným a pečlivým vrahem, jenž po sobě nezanechává žádné stopy, a aby si byl absolutně jistý, že jeho oběti jsou opravdu vinny. Dexter tato pravidla nazývá Harryho kodex.
Dexterovi se úspěšně daří vést dvojí život po celá léta, ale když sériový vrah nazývaný "Vrah s chlaďákem" s velmi uměleckým a hravým stylem, jenž na Dextera dělá velký dojem, začne terorizovat prostitutky v Miami, Dexter na to není vůbec připraven. Zatímco "Vrah s chlaďákem" vyvolává ve městě zděšení, začíná posílat zprávy Dexterovi, jenž považuje tuto sérii děsivých zločinů za strhující a fascinující. Jeho sestra Deborah však spatřuje v této sérii vražd příležitost, jak se dostat z mravnostního oddělení na vraždy. Dexter se musí rozhodnout, zda jí pomůže vraha chytit, anebo ustoupí do pozadí a bude obdivovat umění a schopnosti vrahovy práce.

## Styl vyprávění
Drasticky děsivý Dexter představuje příběh, jenž je vyprávěn samotným sériovým vrahem v první osobě. Dexter tvrdí, že postrádá jakékoliv lidské emoce, ale občas se u něj projevují jisté city k lidem v jeho životě, tedy k jeho sestře Deborah, jeho přítelkyni Ritě, a k jejím dvěma dětem Astor a Codymu. Na konci knihy sám sobě přiznává, že je "má rád", což je pocit nejblíže k lásce, jakého je schopen.
Jako vypravěč si Dexter snaží udržet smysl pro černý humor i v ponurých chvílích. Často používá zvláštní aliterační výrazy, většinou takové, které začínají na tři písmena D (např. Drasticky děsivý Dexter).

## Televizní seriál
Kniha posloužila jako předloha pro originální televizní seriál Dexter na stanici Showtime. Zatímco první série se z poměrně velké části drží děje z knihy Drasticky děsivý Dexter, další série jsou založeny na vlastních dějových liniích, které nejsou přímo inspirovány následujícími knihami o Dexterovi.
Drasticky děsivý Dexter se také objevil v jedné epizodě kanadského seriálu Booked, jenž vyšetřuje fiktivní knižní zločiny za pomoci skutečných CSI vyšetřovatelů.

## Ocenění a nominace
Drasticky děsivý Dexter byl v roce 2005 oceněn cenou Dilys od Asociace nezávislých prodejců tajemné literatury (Independent Mystery Booksellers Association).